# 西京区
西京区（にしきょうく）は、京都市を構成する11区の1つ。山科区と同時に誕生した、京都市で最も新しい区の1つである。洛西ニュータウン・桂坂ニュータウンなどの住宅街が中部にある。
西京区桂川以西の地域と乙訓郡（向日市・長岡京市を含む）を合わせて、「西山」と称される。

## 地理

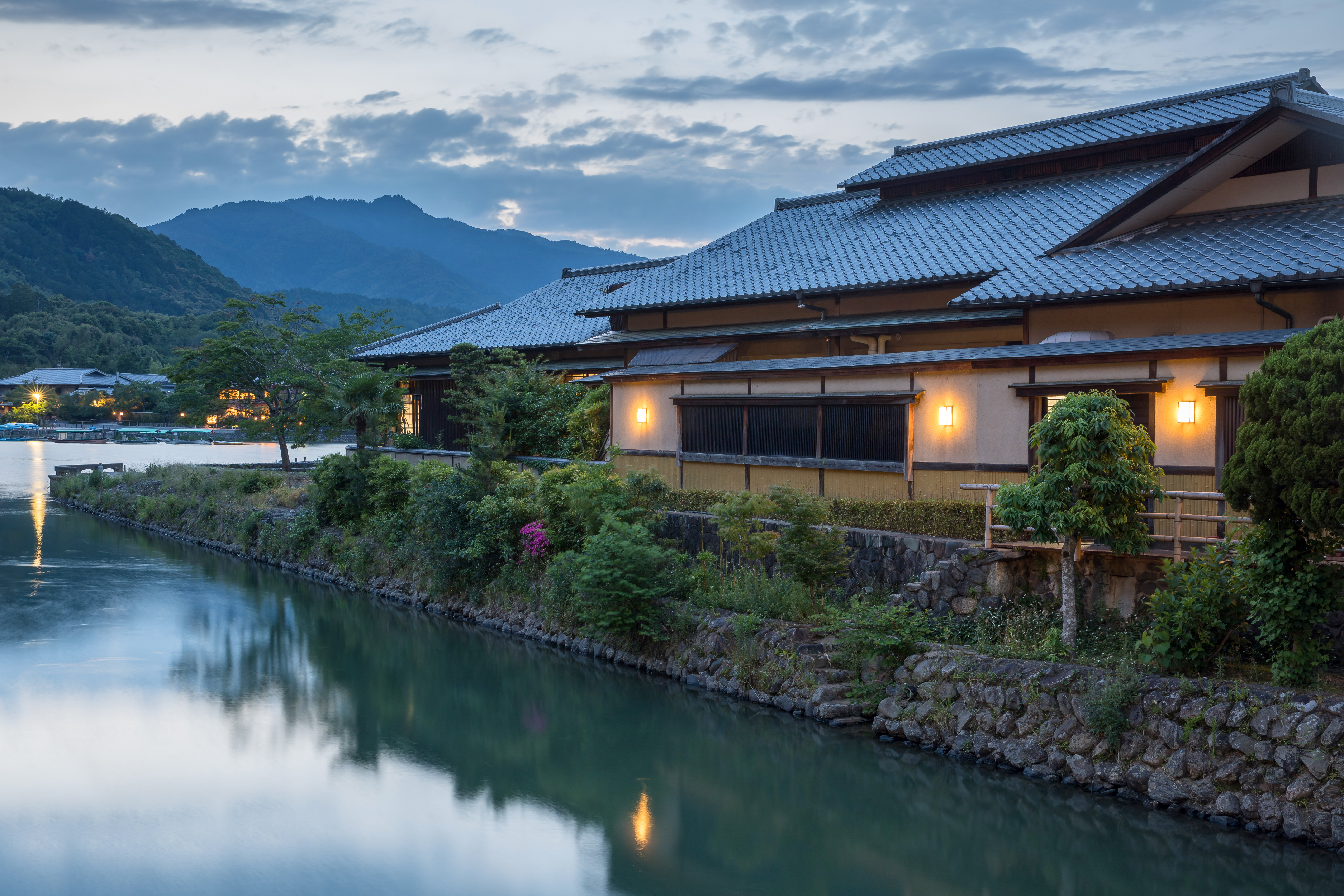
嵐山・桂川

主な山として、ポンポン山、松尾山、小塩山、大枝山がある。
主な河川として桂川と小畑川がある。
区を構成する町については京都市西京区の町名参照。

### 人口
| 西京区に相当する地域の人口の推移 |           |  |
| \| 1970年（昭和45年） \| 71,947人 \| \| \| 1975年（昭和50年） \| 88,828人 \| \| \| 1980年（昭和55年） \| 109,325人 \| \| \| 1985年（昭和60年） \| 130,683人 \| \| \| 1990年（平成2年） \| 142,677人 \| \| \| 1995年（平成7年） \| 151,118人 \| \| \| 2000年（平成12年） \| 155,928人 \| \| \| 2005年（平成17年） \| 154,756人 \| \| \| 2010年（平成22年） \| 152,974人 \| \| \| 2015年（平成27年） \| 150,962人 \| \| \| 2020年（令和2年） \| 149,837人 \| \| |           |  |
| 総務省統計局 国勢調査より |           |  |
| 1970年（昭和45年） | 71,947人  |  |
| 1975年（昭和50年） | 88,828人  |  |
| 1980年（昭和55年） | 109,325人 |  |
| 1985年（昭和60年） | 130,683人 |  |
| 1990年（平成2年） | 142,677人 |  |
| 1995年（平成7年） | 151,118人 |  |
| 2000年（平成12年） | 155,928人 |  |
| 2005年（平成17年） | 154,756人 |  |
| 2010年（平成22年） | 152,974人 |  |
| 2015年（平成27年） | 150,962人 |  |
| 2020年（令和2年） | 149,837人 |  |

### 隣接自治体・行政区
京都府
- 京都市（右京区、南区）
- 向日市
- 長岡京市
- 亀岡市

大阪府
- 高槻市
- 三島郡：島本町

## 歴史
古代
古来より現在の西京区や右京区を含む地域には、渡来系の一族である秦氏が居住していた。この秦氏の氏寺的な存在が右京区の広隆寺で、祭祀が行われたのが松尾大社であると言われている。西京区の山田地区には秦河勝末孫の東家の墓が京都市街を見守るように立っている。秦氏は5世紀ごろに桂川の治水工事を行っていたとの説があるが、西京区の桂川沿岸では洪水がたびたび起こったという。
この時代の行政区画としては桂村・川岡村・松尾村は葛野郡、大原野村・大枝村は乙訓郡と分かれて存在していた。
中世
- 平安時代には桂女という女性の商人が洛中に行商を行った。
- 丹波との国境の大枝には酒呑童子の鬼が居たと言われ、源頼光によって討伐されたという伝説がある。このほか当区内の由緒ある寺社と言えば藤原氏の祀社・春日神社（大原野神社）、善峰寺、樫原廃寺跡、西芳寺などがある。

近世
京都に政権中枢があった室町時代には、将軍足利義満の時代に、将軍直属の軍勢として西ヶ岡土豪衆を中心に「奉公衆」が結成された。彼らは明徳の乱や応仁の乱など市街地が舞台となった合戦で活躍し、応仁の乱では細川勝元の指示で大内政弘を攻撃するなど、室町政界に参与した。
江戸時代には山陰街道が、現在の西京区域を横断するように敷かれ、沿道の桂、樫原、大枝は宿場町として栄えた。また山陰街道脇に八条宮（桂宮）初代の八条宮智仁親王が桂別業を造営した（後の桂離宮）。また、桂は保津川水運の発着所ともなった。
近現代
- 1931年（昭和6年）4月1日 葛野郡の桂村、川岡村、松尾村が京都市に編入し、他の村と一緒に右京区が誕生。
- 1950年（昭和25年）12月1日 乙訓郡の大枝村が右京区に編入。
- 1959年（昭和34年）11月1日 乙訓郡の大原野村が右京区に編入。
- 1976年（昭和51年）10月1日 松尾、桂、川岡、大枝、大原野地区が右京区から分区し、西京区が誕生。当初は北区、南区同様、西区の予定であった。

## 行政
- 西京区役所

〒615-8522
京都府京都市西京区上桂森下町25番地の1
- 洛西支所

〒610-1143
京都府京都市西京区大原野東境谷町二丁目1番地の2

## 施設

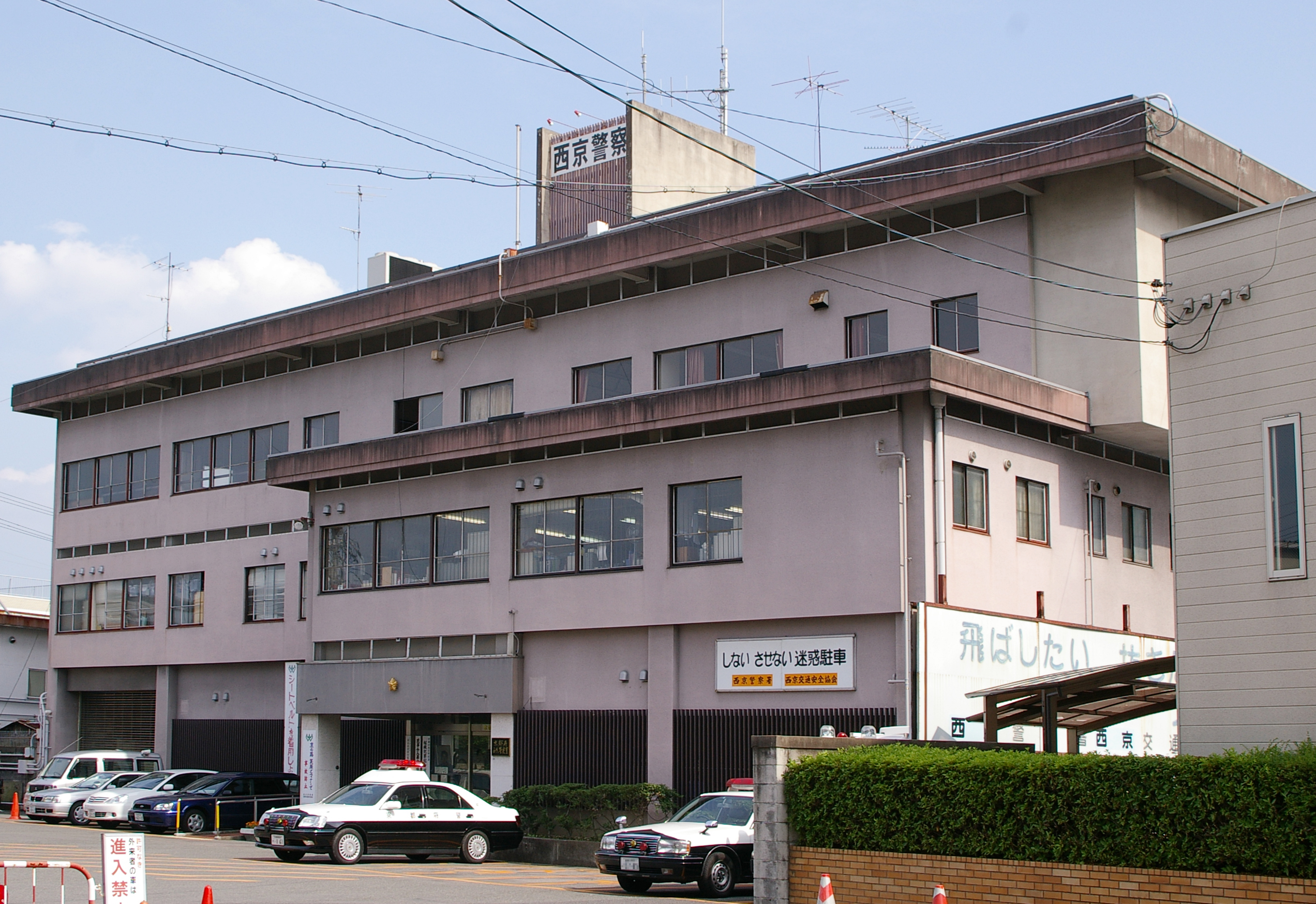
西京警察署

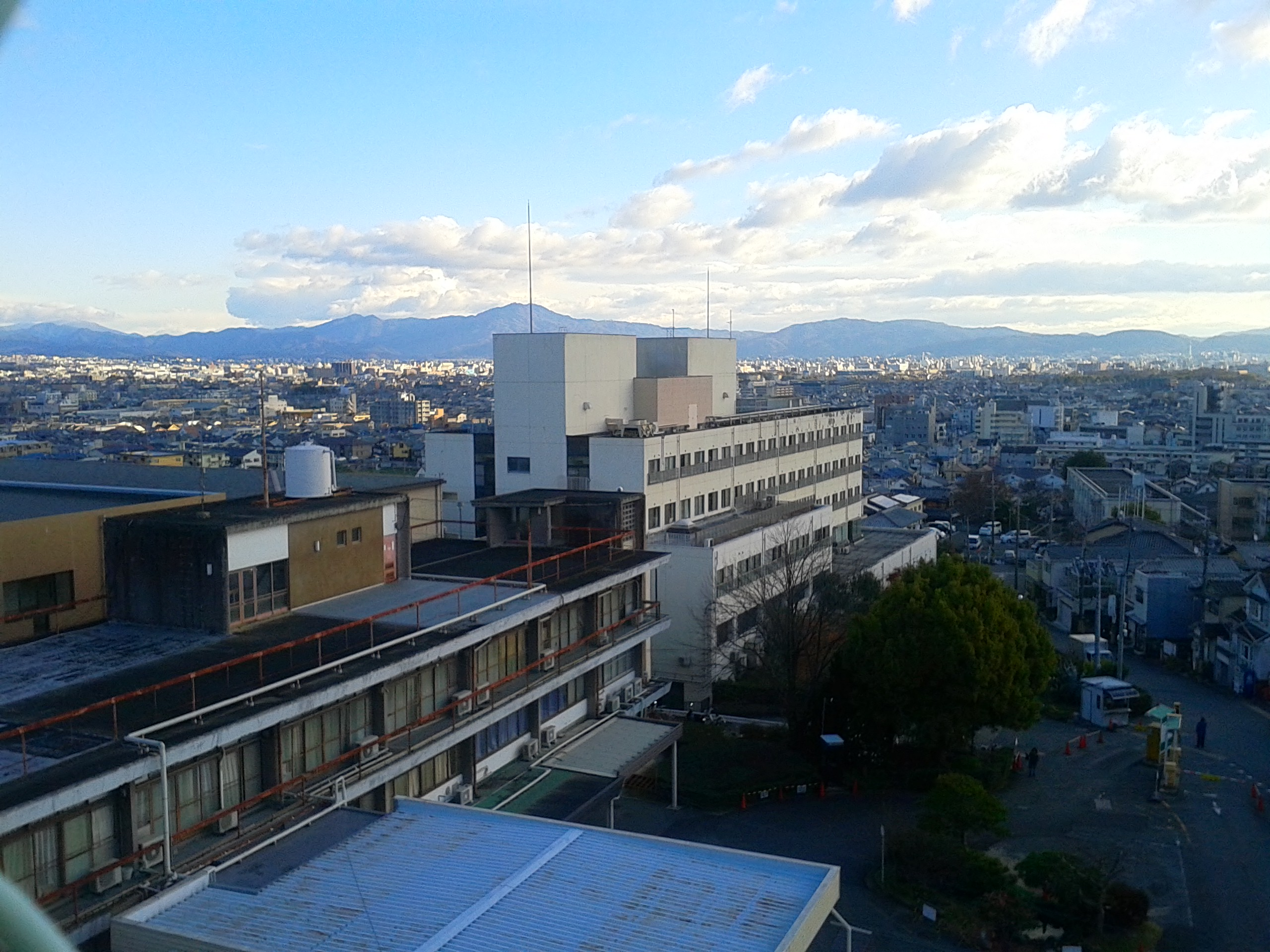
京都桂病院

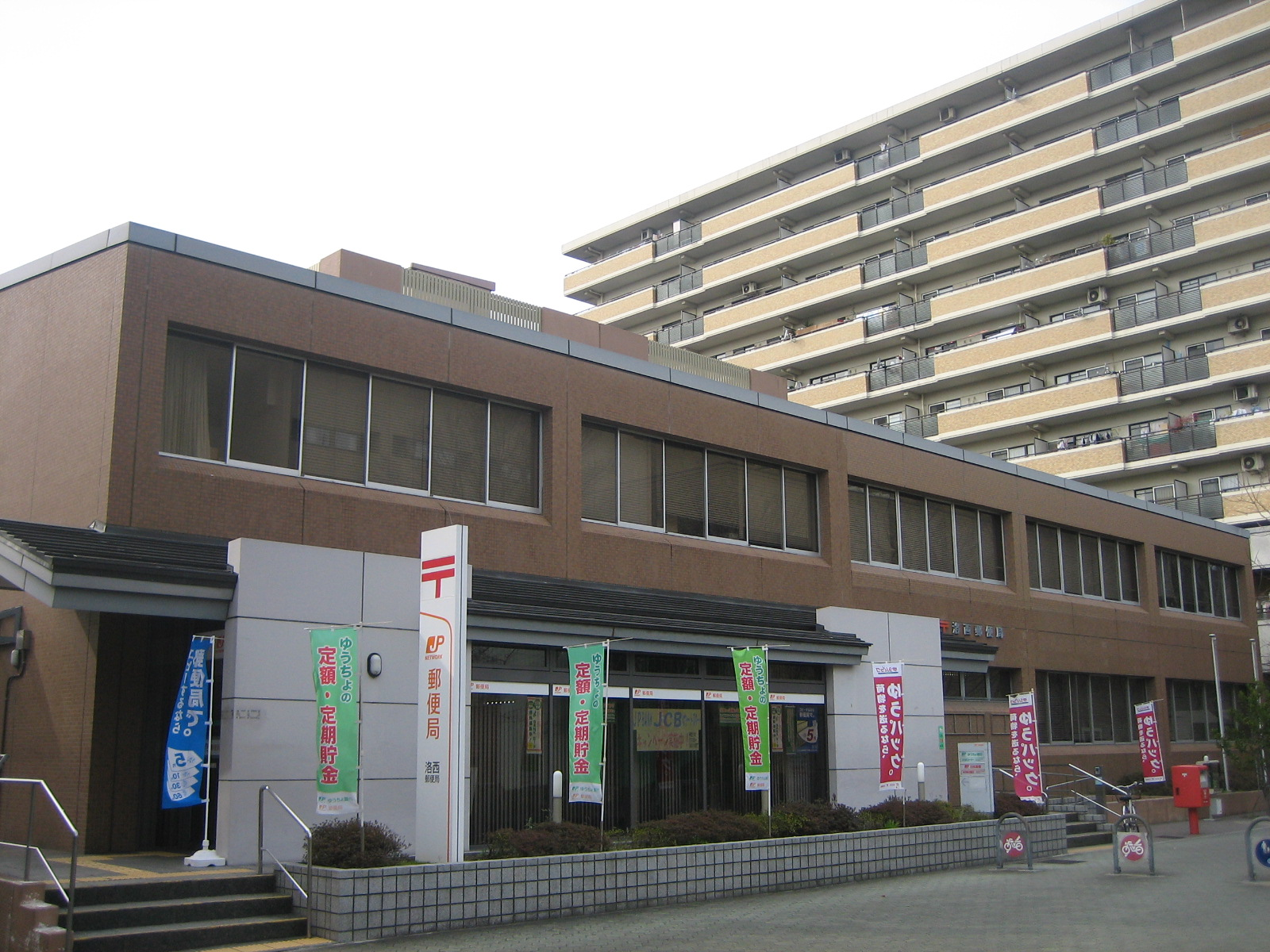
洛西郵便局

### 防衛省
自衛隊
- 陸上自衛隊 桂駐屯地

### 警察
警察署
- 京都府西京警察署

庁舎
- 桂川庁舎

交番
- 大枝交番（西京区大枝北沓掛町六丁目）
- 大原野交番（西京区大原野灰方町）
- 桂交番（西京区桂市ノ前町）
- 桂西口交番（西京区川島有栖川町）
- 上桂交番（西京区上桂西居町）
- 川岡交番（西京区川島粟田町）
- 松尾交番（西京区嵐山宮ノ前町）
- 洛西交番（西京区大原野東境谷町二丁目）

### 消防
消防署
- 京都市西京消防署

出張所
- 桂：西京区桂市ノ前町12
- 松尾：西京区松尾木ノ曽町59-6
- 洛西：西京区大枝東新林町2-4

### 医療
主な病院
- 京都桂病院
- 西京都病院
- 三菱京都病院
- 洛西ニュータウン病院

### 郵便局
右京区から分区した名残で、西京区の担当集配郵便局は、洛西地区（洛西郵便局）を除いて右京区内にある右京郵便局または京都西郵便局の管轄となっている。
主な郵便局
- 洛西郵便局 - 610-11xx
- 右京郵便局（右京区） - 615-xxxx
- 京都西郵便局（右京区） - 616-xxxx

### 図書館
- 京都市図書館
  - 西京図書館
  - 洛西図書館

## 経済・通信

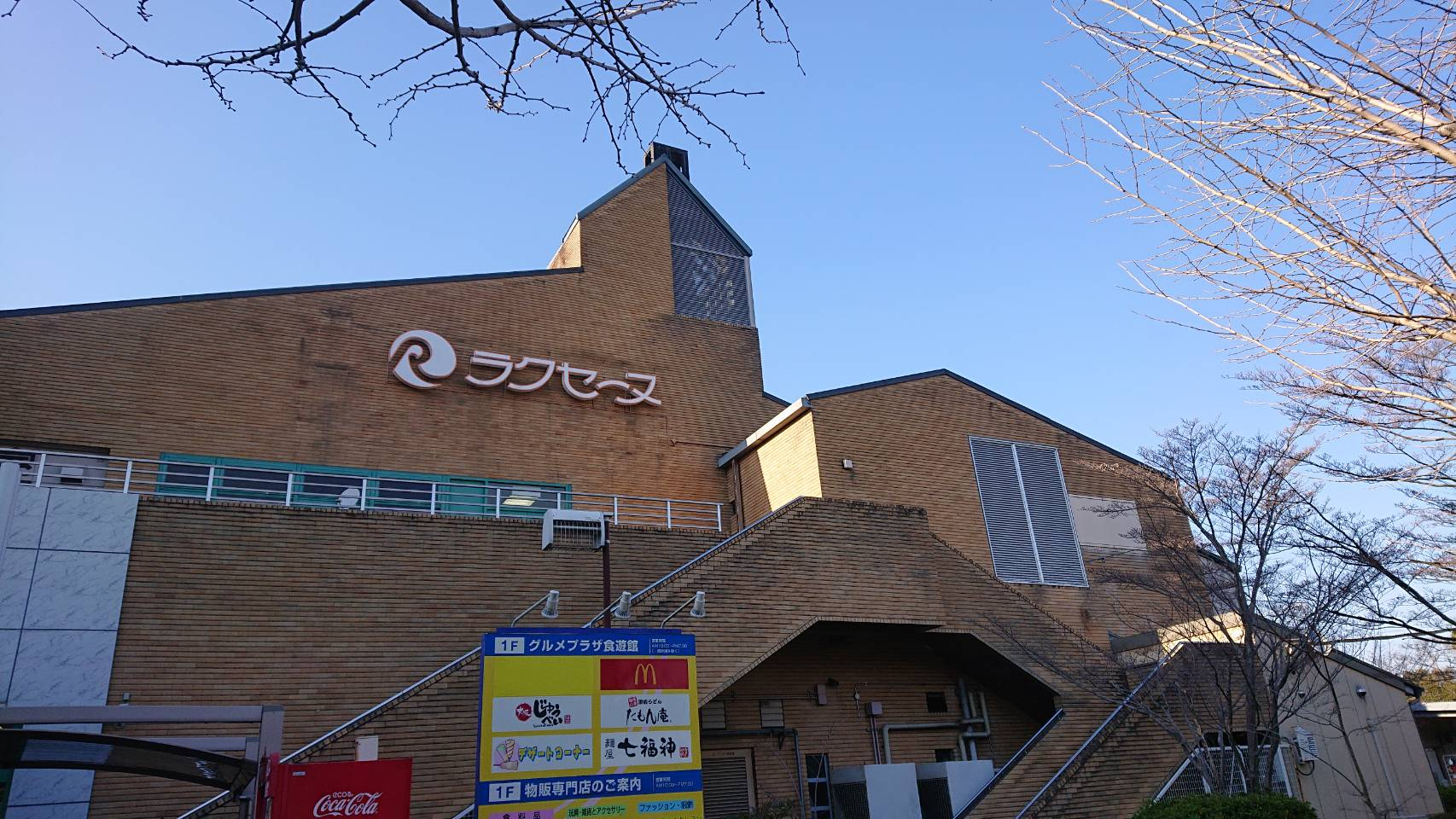
ラクセーヌ

主な商業施設として、TauT阪急洛西口、ミュー阪急桂、ラクセーヌ（核店舗は髙島屋洛西店・ニトリ洛西ラクセーヌ店）がある。
ケーブルテレビ放送局としてZTV(かつてのRCV京都)がある。

## 教育・研究機関

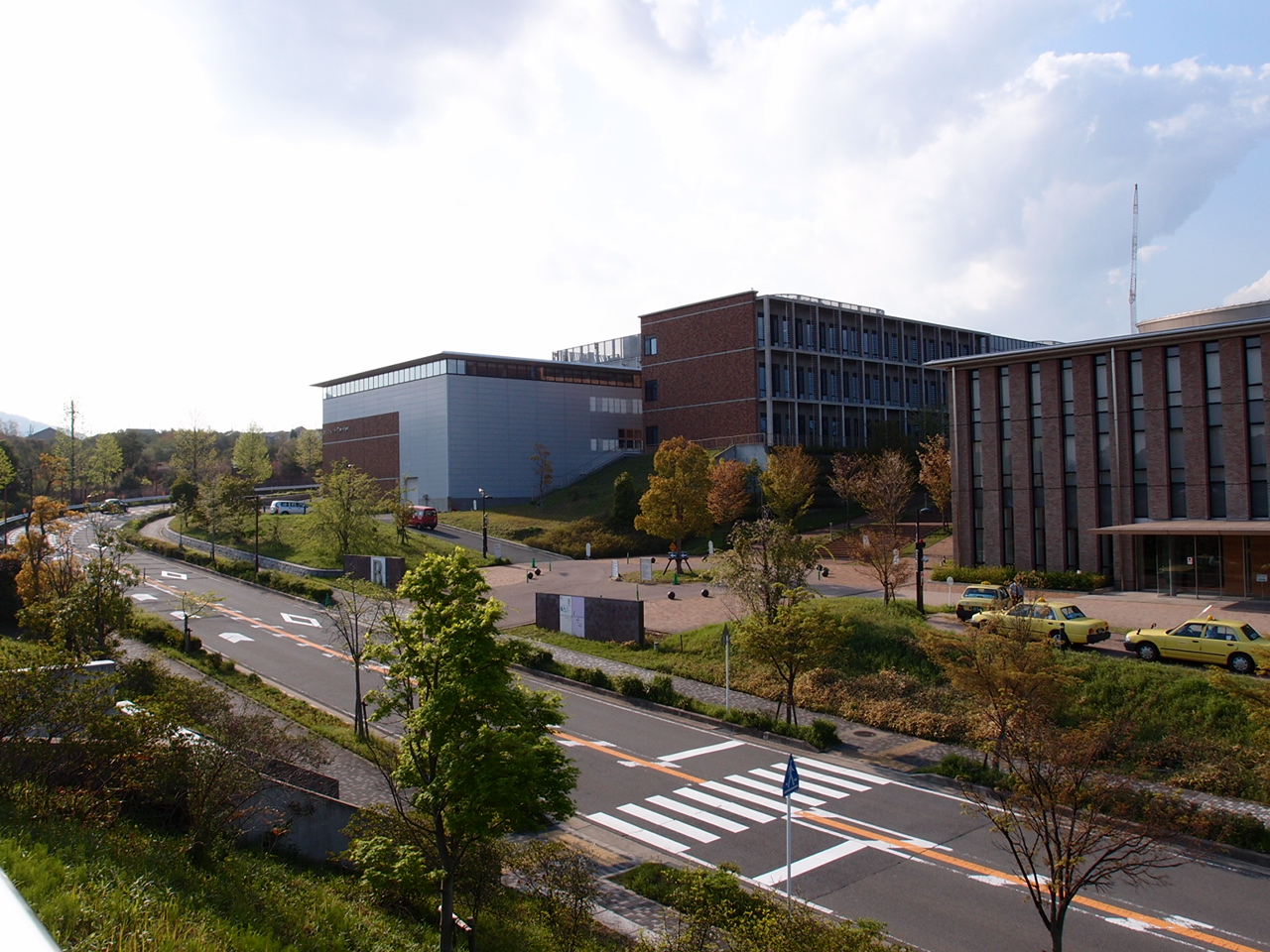
京都大学
桂キャンパス

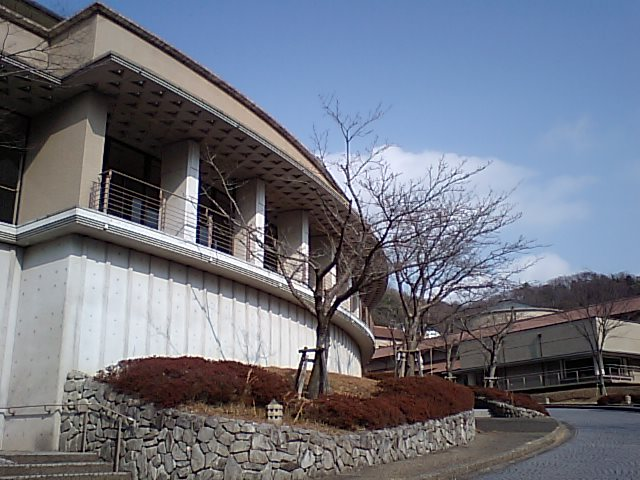
国際日本文化研究センター

### 大学・短大・専修学校
国立大学
- 京都大学 桂キャンパス
- 総合研究大学院大学 京都桂坂キャンパス

公立大学
- 京都府立大学 大枝演習林

短大
私立京都経済短期大学
専修学校
- 私立京都保育福祉専門学院

そのほか、前述の総研大京都桂坂キャンパスでもある大学共同利用機関の人間文化研究機構国際日本文化研究センターが立地する。

### 高等学校
府立
- 京都府立桂高等学校
- 京都府立洛西高等学校

私立
- 京都成章高等学校
- 京都明徳高等学校

### 義務教育学校
市立
- 洛西陵明小中学校

### 中学校
市立
- 京都市立桂中学校
- 京都市立松尾中学校
- 京都市立桂川中学校
- 京都市立樫原中学校
- 京都市立大枝中学校
- 京都市立洛西中学校
- 京都市立大原野中学校

### 小学校
市立
- 京都市立川岡小学校
- 京都市立川岡東小学校
- 京都市立樫原小学校
- 京都市立松尾小学校
- 京都市立嵐山東小学校
- 京都市立松陽小学校
- 京都市立桂小学校
- 京都市立桂徳小学校

- 京都市立桂川小学校
- 京都市立桂東小学校
- 京都市立大枝小学校
- 京都市立桂坂小学校
- 京都市立新林小学校
- 京都市立境谷小学校
- 京都市立上里小学校
- 京都市立大原野小学校

なお、大原野出灰町および大原野外畑町の児童は大阪府高槻市への委託により、両地区からの通学に便利な高槻市立樫田小学校および高槻市立第九中学校に通学する。

### 特別支援学校
- 京都市立西総合支援学校

## 交通

### 鉄道
京都市の行政区で唯一、市営地下鉄が通っていない。
阪急電鉄（阪急）
京都本線
- 洛西口駅 - 桂駅 -
嵐山線（全線区内）
桂駅 - 上桂駅 - 松尾大社駅 - 嵐山駅
西日本旅客鉄道(JR西日本)
山陰本線（嵯峨野線）
- 保津峡駅※ -
※保津峡駅は亀岡市との境界に位置する。
嵯峨野観光鉄道
■嵯峨野観光線
（至トロッコ嵯峨駅） ← トロッコ保津峡駅 → （至トロッコ亀岡駅）

### バス
営業所
- 京都市営バス洛西営業所
- 京阪京都交通西京営業所

バスターミナル
- 洛西バスターミナル

### 路線バス
- 京都市営バス
- 京阪京都交通
- 阪急バス
- ヤサカバス
- 高槻市営バス（山間路線が同区内を経由。空谷橋停留所が所在する）

### 道路

#### 高速道路
- E9京都縦貫自動車道（国道478号） - 有料道路
  - 沓掛IC
  - 大原野IC

#### 国道
- 国道9号（五条通）
- 国道478号

#### 府道
主要地方道
- 京都府道10号大山崎大枝線（丹波街道）
- 京都府道29号宇多野嵐山山田線（嵯峨街道）
- 京都府道67号西京高槻線（物集女街道）
- 京都市道186号嵐山祇園線（四条通）

その他の府道
- 京都府道123号水垂上桂線
- 京都府道132号太秦上桂線
- 京都府道134号嵐山停車場線
- 京都府道139号桂停車場線
- 京都府道140号灰方中山線
- 京都府道141号小塩山大原野線
- 京都府道142号沓掛西大路五条線（山陰街道）
- 京都府道201号中山稲荷線
- 京都府道205号中山向日線
- 京都府道207号上久世石見上里線（西国街道）
- 京都府道208号向日善峰線（善峰道）
- 京都府道733号柚原向日線
- 京都府道801号京都八幡木津自転車道線

## 観光

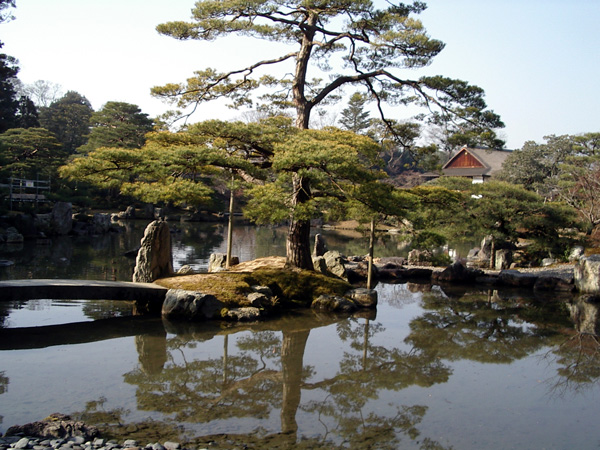
桂離宮

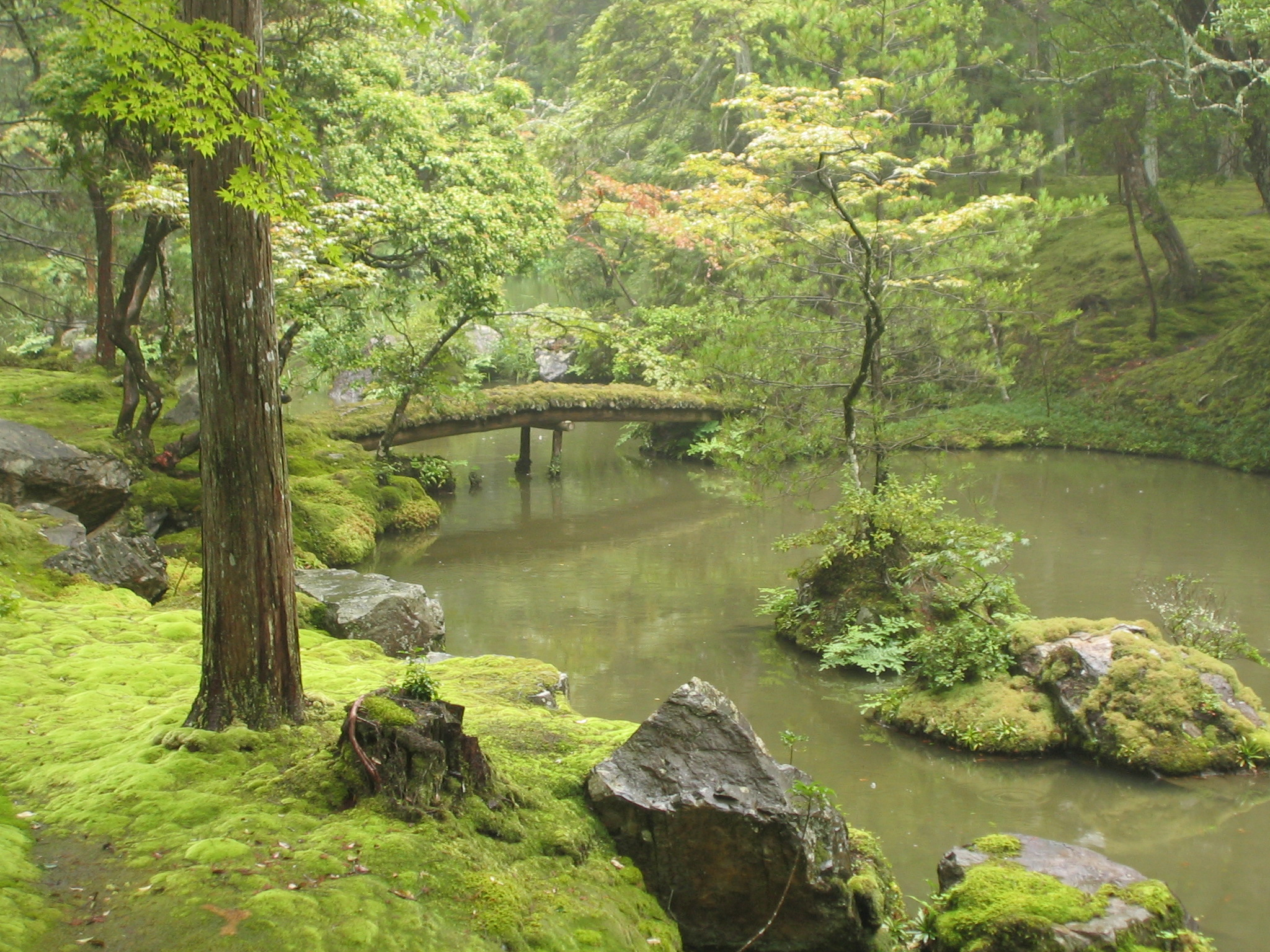
西芳寺

### 名所・旧跡
主な城郭
- 嵐山城
- 革嶋城

主な寺院
- 西芳寺（苔寺）
- 華厳寺（鈴虫寺）
- 法輪寺
- 勝持寺（花の寺）
- 永光山地蔵院 （竹の寺）臨済宗系の単立寺院。1367年に室町幕府管領の細川頼之が衣笠山に建立する。
- 浄住寺
- 臨勝寺
- 善峯寺 - 西国三十三所第20番札所
- 正法寺
- 金蔵寺
- 樫原廃寺跡 - 国の史跡
- 桂地蔵寺 - 京都六地蔵の1つ
- 弥勒寺

主な神社
- 大原野神社
- 三ノ宮神社
- 電電宮
- 大歳神社
- 道祖神社
- 松尾大社
  - 櫟谷宗像神社
  - 月読神社

主な遺跡
- 大枝山古墳群
- 大原野西嶺上陵
- 天皇の杜古墳 - 国の史跡
- 首塚大明神

宿場
- 山陰街道（丹波路）
  - 樫原宿 - 街道の雰囲気が残った古い町並みが残る。

### 観光スポット
- 桂離宮
- 嵐山・桂川
  - 嵐山モンキーパークいわたやま
- かぐや姫 竹御殿 - 京都松尾は竹取物語の舞台として知られる。
- 桂坂野鳥遊園

温泉
- 京都桂温泉
- 京都竹の郷温泉

## 出身関連著名人
- 風間八左衛門（桂村出身、貴族院多額納税者議員、衆議院議員）
- 小石元俊（江戸時代の蘭学者）
- 小杉竜一（漫才師・ブラックマヨネーズ）
- 斎藤道三（戦国大名） - 諸説あるが山城国乙訓郡西岡の出生とされる。
- 篠宮暁（漫才師・オジンオズボーン）
- 澤井道久（元野球選手・中日ドラゴンズ）
- 仁科克基（俳優）
- 仁科仁美（女優）
- 北川弘美（女優）
- HIDE（歌手・GReeeeN。ただし生まれは大阪府高槻市)
- 森谷昭仁（元野球選手・大阪近鉄バファローズ〜東北楽天ゴールデンイーグルス）
- 藤ノ川成剛（大相撲力士）